# 花島優子
花島 優子（はなしま ゆうこ、1972年9月17日 - ）は、日本の女優、タレント。乙女塾3期生。

## 来歴
茨城県稲敷郡牛久町（現牛久市）出身。
1990年にフジテレビ主催のタレント育成講座「乙女塾」の3期生に合格。同年に歌手デビューすると同時に、フジテレビで放送された東映不思議コメディシリーズ第11作『美少女仮面ポワトリン』のヒロインを務めた。
その後はバラエティー番組を中心に活躍し、『大岡越前』にレギュラー出演するなどした。
1995年に弟の友人で4歳年下の工務店に勤務する大工の男性と結婚したことを機に芸能界から引退。2010年から母校である牛久市立下根中学校演劇部で演技指導を行っていた。また、同時期には、不動産会社で事務職としてパートで勤務したり、菊農家の手伝いをしたりしていた。
2012年12月4日、映画『仮面ライダー×仮面ライダー ウィザード&フォーゼ MOVIE大戦アルティメイタム』の舞台あいさつに、「初代ポワトリン」として22年ぶりに当時の衣装をまとって登場した。
2024年7月、「アイドルアーカイブス特別版～夏歌 乙女塾～」にゲスト出演。この時期に受けたインタビューにおいて、ネット上で「芸能界に復帰した」と書かれていることについて「復帰も活動も一切していない」として明確に否定している。。

## 人物
- 相当なゲーム好きだったらしく、『ファイナルファンタジーV』もかなりの早さでクリアしていた、と当時『電気グルーヴのオールナイトニッポン』で話題に上がっていた。[要出典]
- 子供の頃は『どきんちょ!ネムリン』が好きであった[8]。
- 漫画を書くのが趣味で、友人と同人誌でファンであった『聖闘士星矢』の漫画を描いていたこともある[8]。『ポワトリン』第33話では、花島が演じるユウコが描いたという設定で劇中に登場する漫画を執筆している[8]。専業主婦であった時にもコミケに参加している[9]。
- ポワトリンの衣装は花島が引き取って自宅に保管しており、前述したコミケでは文字通り本物のポワトリンとして登場したこともある。[要出典]

## 出演

### テレビ
- パラダイスGoGo!! （1989年、フジテレビ系）
- 美少女仮面ポワトリン（1990年、フジテレビ系）村上 ユウコ / ポワトリン（主役）
- 鶴太郎のギャグハラスメント （1990年、フジテレビ系）
- 東京イエローページ （1990年4月 - 9月、TBS）- 二代目Page7として出演
- ビデオあなたが主役（テレビ朝日系）
- 萬金譚ドラドラ（1991年、日本テレビ系）
- なるほど!ザ・ワールド （フジテレビ系）
- 大岡越前（TBS系） - お鈴 役
  - 第12部（1991年10月14日 - 1992年3月30日）レギュラー
  - 第13部（第1話「大岡越前」1992年11月16日、第2話「世継ぎを狙う卍の謎」11月23日、第18話「瞼の母は盗人だった」1993年3月15日）
- スター爆笑Q&A（1991年11月11日、日本テレビ系)
- 森田一義アワー 笑っていいとも!（1992年8月13日、フジテレビ系）- 「テレフォンショッキング」ゲスト
- タモリ倶楽部（1992年8月28日、テレビ朝日） 「大江戸時代劇歌合戦」
- 映画みたいな恋したい （1992年、テレビ東京系）
- そのまんま東のバーチャル情報局（1992年、テレビ東京系）
- マジカル頭脳パワー!!（1992年1月25日、日本テレビ系）＊ゲスト回答者として
- もっと過激にパラダイス（1992年 - 1993年、BS-2）
- そのまんま東のバーチャルZ（1993年、テレビ東京系）
- ひとの不幸は蜜の味（1994年、TBS系）
- 1億人の大捜索 あの人は今!?（1997年、日本テレビ系） - 引退後息子と出演
- 美少女戦麗舞パンシャーヌ 奥様はスーパーヒロイン!（2007年、テレビ東京系） - 第10話にバブル怪人役でゲスト出演
- じっくり聞いタロウ〜スター近況（秘）報告〜（2017年、テレビ東京系）

### ビデオ
- High Wind  （1991年、日活）
- 極楽競馬 のるかそるかの大逆転！ （1992年、パック・イン・ビデオ）

### CM
- 週刊アパマン
- 日清食品 （中華そばらうめん）
- バンダイ （ポワトリンの変身シリーズ）
- カルビー （焼きもろこし）
- ヒガシマル醤油 （ちょっとぞうすい）
- サンクス

### ゲーム
- 天外魔境 風雲カブキ伝 （小真木）

## CD
全てポニーキャニオンより発売。
なお、A面はどちらも「美少女仮面ポワトリン」エンディングテーマとして使われた。
- 1st シングル：『悲しみに一番近い場所』 （1990年2月21日）

1. 悲しみに一番近い場所 (作詞:石川あゆ子 作曲:松本俊明 編曲:水島康貴)
2. 人魚になる朝 (作詞:田久保真見 作曲・編曲:水島康貴)

- 2nd シングル：『あなただけ Change Me』 （1990年7月11日）

1. あなただけ change me (作詞:石川あゆ子 作曲:松本俊明 編曲:水島康貴)
2. 天使の描いた風景画 (作詞:石川あゆ子 作曲:松浦有希 編曲:水島康貴)